# Daryna Duda
Daryna Volodymyrivna Duda (en ucraniano: Дарина Володимирівна Дуда; Kiev, 29 de noviembre de 2003) es una deportista ucraniana que compite en gimnasia rítmica, en la modalidad de conjuntos.
Ganó una medalla de bronce en el Campeonato Mundial de Gimnasia Rítmica de 2023 y una medalla de plata en el Campeonato Europeo de Gimnasia Rítmica de 2023. Participó en los Juegos Olímpicos de Tokio 2020, ocupando el séptimo lugar en la prueba de conjuntos.

## Palmarés internacional
| Campeonato Mundial | Campeonato Mundial | Campeonato Mundial | Campeonato Mundial         |
| Año                | Lugar              | Medalla            | Prueba                     |
| ------------------ | ------------------ | ------------------ | -------------------------- |
| 2023               | Valencia (España)  | Medalla de bronce  | 3 con cinta + 2 con pelota |
| Campeonato Europeo |                    |                    |                            |
| Año                | Lugar              | Medalla            | Prueba                     |
| 2023               | Bakú (Azerbaiyán)  | Medalla de plata   | Equipo                     |